# کیسی لوی

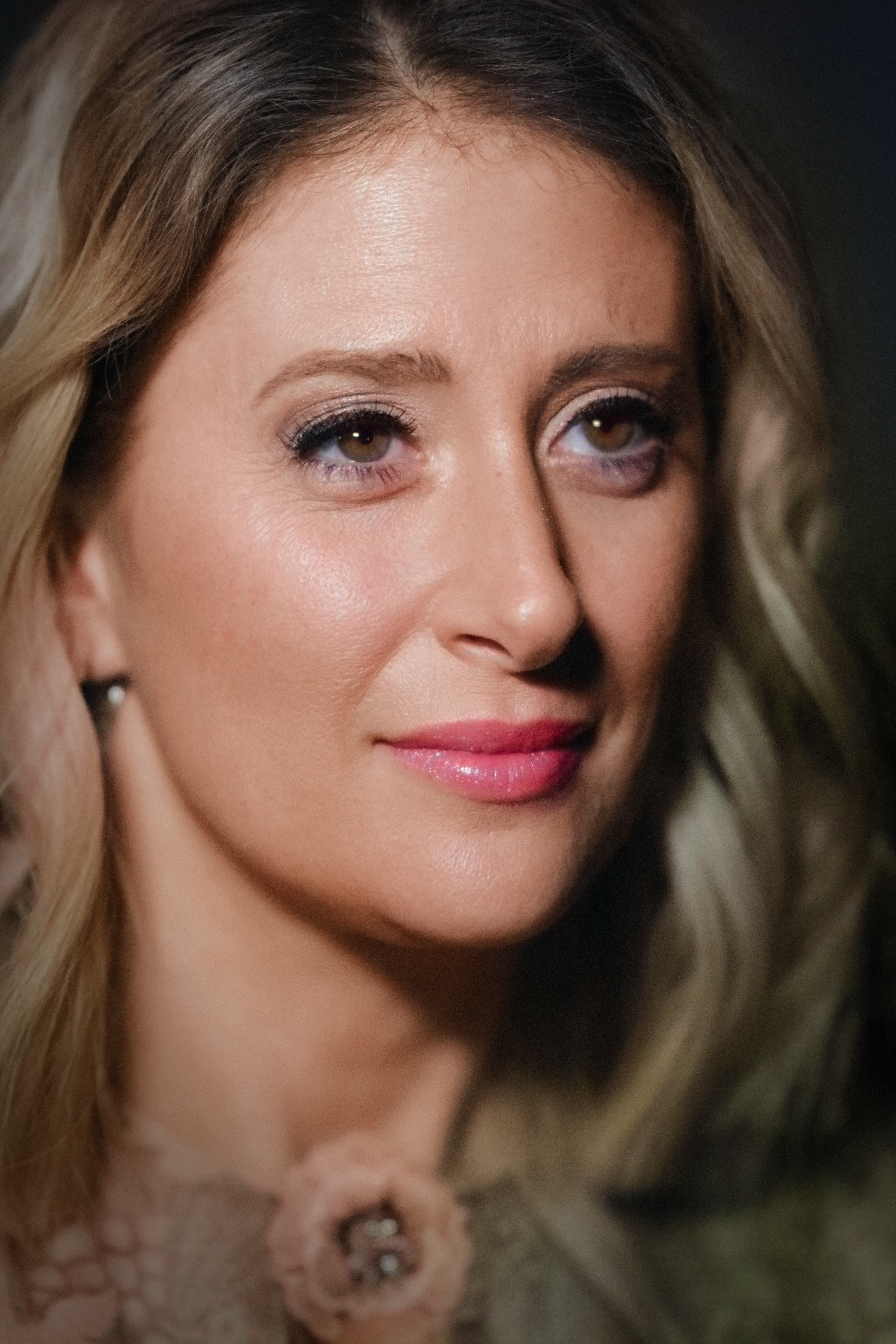
کیسی لوی، هنرپیشه و خواننده کانادایی - ۲۰۲۲

کیسی لوی (زاده ۱۵ آوریل ۱۹۸۱) یک هنرپیشه و خواننده کانادایی-آمریکایی است. لوی در انتاریو از مارک لوی، پزشک عمومی و لیزا لوی، مدیر مطب پزشکی همسرش متولد شد. پدر و مادرش هر دو یهودی هستند. دو برادر بزرگتر او، رابی و جاش (معروف به "برادران لوی")، کارگردانان، نویسندگان و تهیه‌کنندگان فیلم هستند. او در سال ۱۹۹۹ از مدرسه متوسطه Westdale فارغ‌التحصیل شد، سپس در آکادمی موسیقی و دراماتیک آمریکایی نیویورک (AMDA) تحصیل کرد.
لوی برای فعالیت در تئاتر موزیکال برادوی و وست اند شهرت دارد. او در سال ۲۰۱۴ در احیای فیلم موزیکال بینوایان نقش فانتین را بازی کرد.